# Inpabasis hubelli
Inpabasis hubelli – gatunek ważki z rodziny łątkowatych (Coenagrionidae). Jak dotąd stwierdzony jedynie na dwóch stanowiskach w regionie Loreto w północno-wschodnim Peru.